# Bernhard Grom
Bernhard Grom SJ (* 5. April 1936 in Tiengen) ist emeritierter Professor für Religionspädagogik und Religionspsychologie an der Hochschule für Philosophie München.

## Studium und Beruf
Studium der Philosophie 1957–1960 in Pullach/München, Unterrichtstätigkeit am Gymnasium Kolleg St. Blasien/Schwarzwald 1960–1963, Studium der Theologie in Lyon 1963–1967, Aufbaustudium in Brüssel und Rom 1967–1969, Priesterweihe 1966, Promotion zum Dr. theol. an der Pontificia Università Gregoriana 1970, Habilitation an der Hochschule für Philosophie, München 1972 und an der Theologischen Fakultät der Universität Innsbruck 1974. Von 1972 bis 2004 Professor für Religionspädagogik und Religionspsychologie an der Hochschule für Philosophie, Philosophische Fakultät S.J., München und etliche Jahre Gastdozent an den Theologischen Fakultäten Luzern und Innsbruck sowie an den Philosophisch-Theologischen Hochschulen St. Georgen/Frankfurt, Benediktbeuern und Krakau.

## Werke (Auswahl)
- mit Norbert Brieskorn, Gerd Haeffner, Glück: Auf der Suche nach dem „guten Leben“, Frankfurt 1987
- mit Josef Schmidt, Auf der Suche nach dem Sinn des Lebens, Freiburg im Breisgau, 7. Aufl. 1988
- Anthroposophie und Christentum, München 1989
- Methoden für Religionsunterricht, Jugendarbeit und Erwachsenenbildung, Düsseldorf/Göttingen, 10. Aufl. 1996
- Damit das Leben gelingt, München 1997
- Religionspädagogische Psychologie der Kleinkind-, Schul- und Jugendalters, Düsseldorf, 5. Aufl. 2000
- Hoffnungsträger Esoterik?, Regensburg 2002
- Menschen- und Weltbilder moderner Malerei, Norderstedt 2003
- Glaube, der uns leben hilft. Predigten für die Sonn- und Feiertage im Lesejahr A, B, C, Ostfildern-Ruit, 2004–2006
- Religionspsychologie, 3. Aufl. München, 2007, E-Book
- Große Frauen und was sie bewegten. 17 Porträts, Regensburg 2016